# Land- und Stadtgericht Wongrowiec
Das Land- und Stadtgericht Wongrowiec war von 1834 bis 1849 ein preußisches Land- und Stadtgericht mit Sitz in Wongrowiec.

## Geschichte
Nach dem Ende der Franzosenzeit wurde die der französische Gerichtsorganisation entsprechende Gerichtsorganisation im Herzogtum Warschau 1815 zunächst von Preußen übernommen. Das Friedensgericht Wongrowiec wurde fortgeführt und dem Landgericht Gnesen zugeordnet. 1834 wurde die Gerichtsorganisation geändert und einheitlich Land- und Stadtgerichte gebildet. In dem Sprengel des neu geschaffenen Oberlandesgerichtes Bromberg bestanden 9 dieser Gerichte, darunter das Land- und Stadtgericht Wongrowiec.
Das Land- und Stadtgericht Wongrowiec war für den Kreis Wongrowiec zuständig. Dazu gehörten die Städte Wongrowiec mit 2057 Einwohnern (1838), Lopienno mit 605 Einwohnern, Gollanz mit 949 Einwohnern, Mietschisko mit 396 Einwohnern, Janowiec mit 462 Einwohnern, Schokken mit 996 Einwohnern, Lekno mit 431 Einwohnern und Zerniki mit 264 Einwohnern sowie 304 Dorfschaften mit 35.055 Einwohnern. Zusammen gab es damit 41.415 Gerichtseingesessene. Gerichtstage wurden in Janowiec gehalten.
Am Gericht waren ein Direktor, sechs Richter, neun Subalterne und sechs Unterbeamte beschäftigt. Es war damit ein Land- und Stadtgericht 1. Klasse. Diese wirkten bei wesentlichen Fällen als Kollegialorgan.
1849 wurden die Land- und Stadtgerichte aufgelöst und durch Kreisgerichte ersetzt. Damit entstand das Kreisgericht Wongrowitz im Sprengel des Appellationsgerichts Bromberg.